# La perdición de los hombres
Pour plus de détails, voir Fiche technique et Distribution.
La perdición de los hombres est un film mexicain réalisé par Arturo Ripstein, sorti en 2000.

## Synopsis
Deux hommes en tue un autre. Deux femmes se rendent au commissariat pour se disputer le corps.

## Fiche technique
- Titre : La perdición de los hombres
- Réalisation : Arturo Ripstein
- Scénario : Paz Alicia Garciadiego
- Musique : Leoncio Lara
- Photographie : Esteban de Llaca et Guillermo Granillo
- Montage : Carlos Puente
- Production : Alejandro Ripstein, Gabriel Ripstein, Jorge Sánchez et Laura Imperiale
- Société de production : Canal+ España, Filmanía, Gardenia Producciones, Instituto Mexicano de Cinematografía, Televisión Española et Wanda Films
- Pays :  Mexique et  Espagne
- Genre : Comédie dramatique et policier
- Durée : 106 minutes
- Dates de sortie : 
  -  Espagne : 27 septembre 2000 (festival international du film de Saint-Sébastien)
  -  Mexique : 28 septembre 2001

## Distribution
- Patricia Reyes Spíndola
- Rafael Inclán
- Luis Felipe Tovar
- Carlos Chávez
- Leticia Valenzuela
- Marco Zapata
- Alejandra Montoya
- Osami Kawano
- Eligio Meléndez
- Ernesto Yáñez

## Distinctions
Au festival international du film de Saint-Sébastien, le film a reçu la Coquille d'or, le Prix du jury pour le meilleur scénario et le Prix FIPRESCI.